# Psyllaephagus caillardiae
Psyllaephagus caillardiae är en stekelart som beskrevs av Sugonjaev 1968. Psyllaephagus caillardiae ingår i släktet Psyllaephagus och familjen sköldlussteklar.
Artens utbredningsområde är:
- Kazakstan.
- Mongoliet.
- Turkmenistan.
- Tadzjikistan.
- Uzbekistan.

Inga underarter finns listade i Catalogue of Life.